# 秘密之森
《秘密之森》（Forest of Secrets）是英國女作家艾琳·杭特的系列小說《貓戰士》的首部曲中六集的第三集，於2003年10月14日由Happer Collins出版。中文版於2008年11月1日由晨星出版社出版。

## 情節簡介
對戰士火心來說，這個春天實在不大好過！當禿葉季終於結束，冰雪開始融化，每一隻貓又能填飽肚子的春天到來時，竟也帶來一場氾濫河水，四處蔓延的滾滾洪水，讓雷族與河族膽戰心驚。眼見河族貓捱過缺糧的結冰冬天，卻又因為兩腳獸污染河川而吃不到健康的魚，火心與灰紋忍不住違反戰士守則，偷偷開始幫敵族狩獵食物。
此時，貓族間的結盟又有了新的改變：當藍星決定收留邪惡的影族前族長─碎尾，這消息一曝光後，雷族也等於失去了盟友─風族。除了煩惱洪水，擔心隨時出擊的風族與影族，雷族陷入腹背受敵的險境時，就連虎爪也決定在這個春天發難，向藍星發出致命的一擊！
為了揭穿虎爪的詭計，火心決定先找出偉大戰士紅尾神秘死亡的原因；究竟烏掌看見的真相是什麼？藍星會選擇相信火心這位忠誠的戰士，還是寧可信任副族長虎爪？在追查真相的過程中，火心又從河族長老那兒打聽到什麼驚人的祕密？